# 美河市
美河市（英語：Mehas，官方名稱：臺北都會區大眾捷運系統新店線新店機廠聯合開發案），是位於新北市新店區中央路、環河路路口的一個大型集合住宅，其中數棟與捷運小碧潭站、新店機廠共構。

## 建物主體
- 建物樓層：地上 1－29 層 / 地下 1－3 層
- 負責建設公司單位：日勝生活科技股份有限公司
- 建築設計：李祖原建築師事務所
- 土地：臺北市政府臺北市政府捷運工程局

## 弊案
- 美河市弊案
- 新店機廠聯合開發弊案